# ティン・ソルジャー
「ティン・ソルジャー」（Tin Soldier）は、スモール・フェイセスが1967年に発表した楽曲。発表当時の邦題は「涙の少年兵」だった。

## 概要
作品のクレジットはメンバーのスティーヴ・マリオットとロニー・レインの共作となっているが、実際はマリオットが単独で書いた。ハンス・クリスチャン・アンデルセンの童話『しっかり者のスズの兵隊』（英語題：The Steadfast Tin Soldier）を基にして書かれた作品と考えられる。冒頭の「僕は君の炎に飛び込みたいと願う小さなブリキの兵隊みたいなもんだ」という歌詞は後年、1991年に起こった彼の焼死事故を想起させてしまうこととなった。
マリオットはモデルのジェニー・ライランス（Jenny Rylance）に夢中で、その気持ちをこの曲にあらわした。因みに彼はライランスがロッド・スチュワートと別れると直ちに彼女に求愛し、二人は1968年5月29日に結婚している。
この曲は本来、スモール・フェイセスと同じくイミディエイト・レコードに在籍していたアフリカ系アメリカ人シンガーのP.P.アーノルドに提供される予定だった。しかしマリオットは出来栄えを気に入って、自分達の新曲として発表することにした。
1967年11月6日、ロンドンのオリンピック・スタジオでレコーディング。アーノルドも参加してバッキング・ボーカルを担当した。同年12月1日、シングルA面として発売。全英シングルチャートで9位、西ドイツで7位、オランダで4位、オーストラリアで3位、カナダで38位を記録するなど各国でヒットを飛ばした。Billboard Hot 100では73位を記録した。
1969年11月発売の2枚組のコンピレーション・アルバム『The Autumn Stone』に収録されている。

## カバー・バージョン
- ハンブル・パイ - 1981年のアルバム『Go for the Throat』に収録。
- トッド・ラングレン - 1982年のアルバム『トッドのモダン・ポップ黄金狂時代』に収録。
- スコーピオンズ - 2011年のコンピレーション・アルバム『暗黒の蠍団』に収録。
- トランスアトランティック - 2014年のアルバム『Kaleidoscope』のボーナス・ディスクに収録。